# Marina Janicke
Marina Janicke (Berlín, República Democrática Alemana, 19 de junio de 1954) es una clavadista o saltadora de trampolín alemana especializada en trampolín de 3 metros, donde consiguió ser medallista de bronce mundial en 1973.

## Carrera deportiva
En el Campeonato Mundial de Natación de 1973 celebrado en Belgrado (Yugoslavia), ganó la medalla de bronce en el trampolín de 3 metros, con una puntuación de 426 puntos, tras su compatriota alemana Christa Köhler (oro con 442 puntos) y la sueca Ulrika Knape  (plata con 439 puntos).